# حافر الحصان

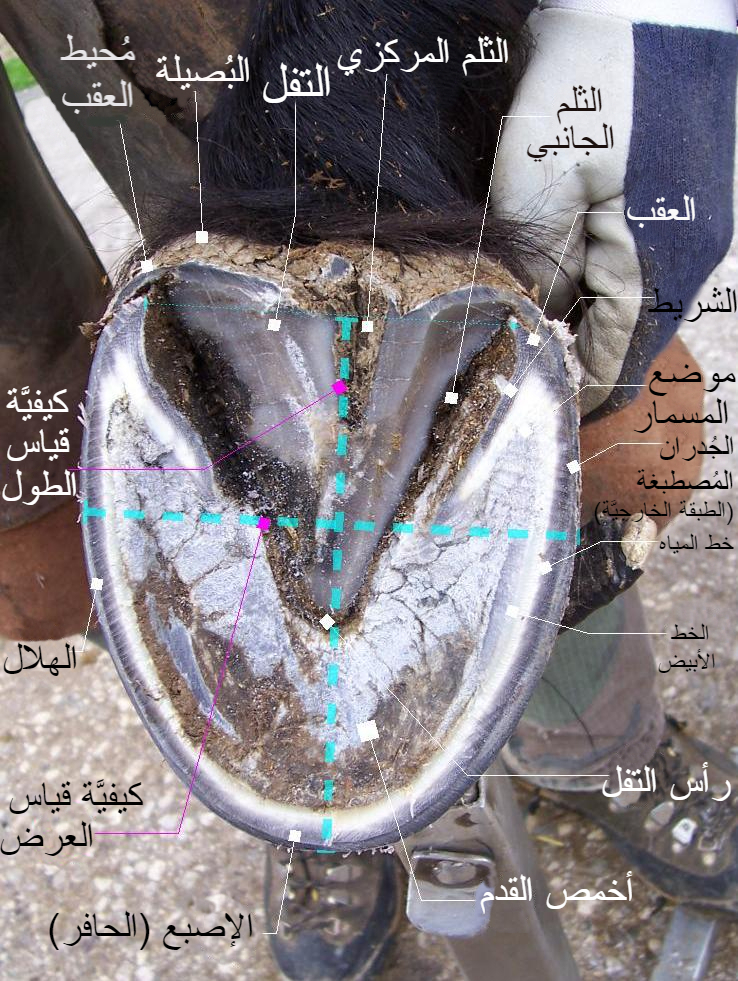

حافر الحصان عبارة عن هيكل يحيط بالسلامي البعيد للإصبع الثالث (الأصبح من الطرف الخماسي الأساسي للفقاريات، والذي تطور إلى إصبع واحد يحمل وزن الخيل) لكل من الأطراف الأربعة لأنواع الخيليات، والتي تغطيها الأنسجة الرخوة المعقدة والهياكل الكيراتينية (القرنية). نظرًا لأن هذا الإصبع الواحد على الأطراف الأربع يتحمل كل وزن الحيوان، فإن الحافر له أهمية حيوية بالنسبة للحصان.